# Саулюс Сондецкіс
Саулюс Сондецкіс (лит. Saulius Sondeckis; 11 жовтня 1928, Шяуляй, Литва — 3 лютого 2016, Вільнюс) — литовський диригент.

## Біографія
З 1947 по 1952 навчався у Вільнюській консерваторії по класу скрипки в А. Лівонтаса. В 1952—1959 викладав у Вільнюському музичному училищі ім. Ю. Таллат-Келпші, а з 1955 — у Вільнюській школі мистецтв ім. М. К. Чюрльоніса (клас скрипки). 1957—1960 років навчався в аспірантурі при Московській консерваторії. Від 1957 викладає в Литовській консерваторії (професор з 1977; завідував кафедрою в 1959—1986). 1960 року заснував Литовський камерний оркестр і керує ним. Керував також струнним оркестром Вільнюської школи мистецтв ім. М. К. Чюрльоніса (1955—1986) та студентським камерним оркестром Литовської консерваторії (від 1971).
Ініціатор багатьох музичних заходів у Вільнюсі, Тракай, Паланзі. Як диригент виступав у Каунаському музичному театрі, на національних святах пісні. Від 1989 — художній керівник «Санкт-Петербург Камерати» (оркестру Державного Ермітажу), від 2005 — Литовського Балтійського камерного оркестру.
Засновник і керівник музичного фестивалю свого імені в Шяуляй.
Був членом журі міжнародних конкурсів фонду ім. Г. фон Караяна (1978), ім. Е. Ансерме (1984), ім. П. І. Чайковського (1986) та інших.
Саулюс Сондецкіс — автор транскрипцій для камерного оркестру, а також музикознавчих статей.

## Відзнаки
- 1971 — Державна премія Литовської РСР
- 1974 — народний артист Литовської РСР
- 1976 — золота медаль на Берлінському конкурсі молодіжних оркестрів фонду ім. Г. фон Караяна (з оркестром Школи мистецтв ім. Чюрльоніса).
- 1980 — народний артист СРСР
- 1987 — Державна премія СРСР
- 1998 — премія Кабінету міністрів Литви
- 1999 — Національна премія Литви